# Pacyfikacja wsi Majdan Stary
Pacyfikacja wsi Majdan Stary – masowy mord na ludności cywilnej, połączony z niszczeniem mienia, dokonany przez okupantów niemieckich 3 lipca 1943 roku we wsi Majdan Stary na Zamojszczyźnie.
Pacyfikacja Majdanu Starego była elementem szerszej akcji pacyfikacyjno-wysiedleńczej prowadzonej przez Niemców na terenie powiatu biłgorajskiego. Oddziały SS wsparte przez ukraińskich lub rosyjskojęzycznych kolaborantów spaliły wieś i zamordowały 75 mieszkańców, w tym kobiety i dzieci.

## Geneza
Jesienią 1942 roku pod kierownictwem dowódcy SS i policji na dystrykt lubelski, SS-Brigadeführera Odilo Globocnika, rozpoczęto na Zamojszczyźnie szeroko zakrojoną operację wysiedleńczą. Jej celem było wypędzenie z tego regionu około 100 tys. Polaków, na których miejsce zamierzano sprowadzić niemieckich kolonistów, przede wszystkim volksdeutschów ze Słowenii, Lotaryngii i Besarabii. Pierwsze wysiedlenia przeprowadzono w nocy z 27 na 28 listopada 1942 roku. Do końca grudnia objęto nimi 60 wsi zamieszkanych przez ok. 34 tys. Polaków. Druga faza akcji trwała od połowy stycznia do końca marca 1943 roku i dotknęła przede wszystkim tereny powiatu hrubieszowskiego. Wysiedlono wtedy 63 wsie. 
Działania Niemców spotkały się z biernym oporem wysiedlanej ludności oraz ze zbrojną reakcją polskiego ruchu oporu. Oddziały partyzanckie Batalionów Chłopskich, Armii Krajowej i Gwardii Ludowej usiłowały powstrzymać ekspedycje pacyfikacyjno-wysiedleńcze, atakowały niemieckie obiekty gospodarcze i komunikacyjne, a także przeprowadzały akcje odwetowe we wsiach zasiedlonych przez niemieckich kolonistów. Opór stawiany przez polską partyzantkę w połączeniu z trudną sytuacją wojsk niemieckich na froncie wschodnim zmusiły okupantów do przejściowego wstrzymania wysiedleń.
Pod koniec czerwca 1943 roku Niemcy wznowili operację wysiedleńczą; objęła ona w szczególności wsie w powiecie biłgorajskim. Wypędzaniu polskiej ludności towarzyszyły zakrojone na szeroką skalę akcje pacyfikacyjne i antypartyzanckie. Tego lata w ramach tzw. akcji „Werwolf” okupanci przeprowadzili egzekucje w 163 zamojskich wsiach, mordując około 1000 Polaków.

## Przebieg pacyfikacji
2 lipca 1943 roku Niemcy rozpoczęli wysiedlanie Majdanu Starego. Wielu mieszkańców wywieziono wtedy na roboty przymusowe lub do obozu koncentracyjnego na Majdanku.
Około południa następnego dnia do Majdanu przybyła ekspedycja karna złożona z funkcjonariuszy SS i Gestapo wspieranych przez ukraińskich lub rosyjskojęzycznych kolaborantów. Niemcy przeprowadzili we wsi gruntowne przeszukanie, przystępując jednocześnie do podpalania zabudowań. Schwytanych mieszkańców spędzono na pobliską łąkę. Tam osobno ustawiono mężczyzn oraz kobiety z dziećmi. Tych pierwszych powiązano powrozem za szyje, ustawiono w szeregu, po czym rozstrzelano ogniem karabinu maszynowego. Następnie oprawcy rozkazali kobietom i dzieciom uklęknąć, po czym również je rozstrzelali. Rannych dobijano strzałami z pistoletu. Masakrę przeżyły jedynie cztery kobiety. Z zeznań świadków wynika, że wykonawcami egzekucji byli ukraińscy lub rosyjskojęzyczni kolaboranci.
W zależności od źródła podawano, że liczba ofiar wyniosła od 56 do 83 osób. Autorzy Rejestru miejsc i faktów zbrodni popełnionych przez okupanta hitlerowskiego na ziemiach polskich w latach 1939–1945 podają, że zamordowanych zostało 75 mieszkańców Majdanu Starego. W tej samej publikacji zamieszczono nazwiska 72 zidentyfikowanych ofiar masakry. Znajdowało się wśród nich 26 kobiet oraz 16 dzieci poniżej 15. roku życia. Najmłodsza ofiara liczyła 2 miesiące, najstarsza 81 lat. Zniszczeniu uległo 76 gospodarstw. Miejscowy kościół został zdemolowany i sprofanowany.

## Epilog
Przez dwa dni Niemcy przeczesywali wieś i jej okolice. Łącznie między 26 czerwca a 10 lipca ze wszystkich dziewięciu gromad w gminie Sól  wysiedlono około 2589 osób, w większości mężczyzn. 
Przyczyną pacyfikacji miała być współpraca mieszkańców Majdanu Starego z polską partyzantką. Zbrodnia została odnotowana w raportach Polskiego Państwa Podziemnego. Podano w nich, że Niemcy spalili żywcem 40 mieszkańców, a samą wieś zniszczyli w 75 procentach.
Zwłoki ofiar pacyfikacji pogrzebano na miejscowym cmentarzu.